# Pièce de 10 dollars américains
La pièce de 10 dollars américains (eagle) était une pièce d'or de dix dollars des États-Unis émise par la Monnaie américaine de 1795 à 1933. 

## Histoire
L'eagle était la plus grande des cinq principales unités de base décimales utilisées pour la circulation de la monnaie aux États-Unis avant 1933, année où l'or a été retiré de la circulation. Ces cinq principales unités de base étaient le millime, le cent, le dime, le dollar et l'eagle, où un cent correspond à 10 millimes, un dime à 10 cents, un dollar à 10 dimes et un eagle à 10 dollars. L'unité de base de la dénomination de l'eagle a servi de base aux pièces quarter eagle (2,50 $), de half eagle (5 $), eagle (10 $) et de double eagle (20 $).
À l'exception de la pièce de 1 dollar en or, de la pièce de 3 dollars en or, du nickel de trois cents et du nickel de cinq cents, l'unité de valeur de la monnaie avant 1933 était conceptuellement liée au métal précieux ou semi-précieux qui constituait la majorité de l'alliage utilisé dans cette pièce. À cet égard, les États-Unis ont suivi la pratique européenne de longue date consistant à utiliser des unités de base différentes pour les différents métaux précieux et semi-précieux. Aux États-Unis, le cent était l'unité de base de la valeur unitaire du cuivre, le dime et le dollar étaient les unités de base de l'argent et l'eagle était l'unité de base de la dénomination en or, bien que, contrairement au cent, au dime et au dollar, les pièces d'or ne spécifiaient jamais leur dénomination en unités eagle. Ainsi, un double eagle indiquait sa valeur en vingt dollars plutôt qu'en deux eagles.
La dénomination eagle en circulation aux États-Unis de la fin du XVIIIe siècle au premier tiers du XXe siècle ne doit pas être confondue avec les pièces American Eagle qui sont fabriquées en argent ou en or (depuis 1986), en platine (depuis 1997) ou en palladium (depuis 2017).

## Différents dessins

### Capped Bust (1795-1804)

#### Capped Bust Right (Small Eagle) eagle (1795-1797)
Les eagles ont apparu pour la première fois à l'automne 1795, moins de deux mois après les débuts des half eagles. Tous deux ont été dessinés par le graveur en chef Robert Scot, et représentent la Liberté portant un chapeau en tissu, tournée vers la droite, avec la légende LIBERTY au-dessus et la date au-dessous. Le buste de ces pièces de première année était flanqué de dix étoiles à gauche et de cinq étoiles à droite. Le revers représentait un aigle aux ailes étendues, perché sur une branche de palmier avec une couronne dans son bec. La bordure est entourée de l'inscription UNITED STATES OF AMERICA.

#### Capped Bust Right (Heraldic Eagle) eagle (1797-1804)
En tant que graveur en chef de la Monnaie des États-Unis depuis la fin de 1793, Robert Scot a été chargé d'adapter le Grand Sceau à l'usage de la monnaie. Le dessin de l'avers du Capped Bust utilisé sur l'eagle depuis 1795, avec son buste de la Liberté portant une coiffe en tissu, et tournée vers la droite, est resté inchangé. Le nouveau revers de Scot représentait un oiseau plus grossier et moins royal que celui du Grand Sceau, et pour beaucoup, il était artistiquement inférieur au petit aigle des pièces précédentes. L'oiseau De Scot, avec le bouclier de l'Union sur la poitrine, tient treize flèches et un rameau d'olivier dans ses griffes, avec un parchemin, sur lequel est inscrit E PLURIBUS UNUM dans son bec. Au-dessus de l'aigle se trouvent treize étoiles entourées d'un arc de nuages, UNITED STATES OF AMERICA étant écrit sur tout le bord. Bien que le dessin de Scot ait ses admirateurs et ses détracteurs, il a commis une erreur technique évidente : Il a placé les flèches, symbolisant la puissance armée, dans la griffe droite (dextre ou honorable) de l'aigle, et le rameau d'olivier de la paix dans la griffe gauche (sinistre), inversant ainsi la disposition que l'on voit sur le Grand Sceau et transmettant de manière héraldique un message guerrier plutôt que de paix.

### Liberty Head eagle (1838-1907)

#### Liberty Head eagle sans devise (1838-1866)
Il fallut deux lois du Congrès distinctes, qui, en 1838, ajustèrent suffisamment le contenu et la finesse des pièces d'or américaines pour leur permettre de rester en circulation. Le directeur de la Monnaie, Robert M. Patterson, fut chargé de produire des eagles, et le graveur par intérim Christian Gobrecht, remplaçant William Kneass malade, prépara des matrices pour un nouveau dessin.
Le dessin de Gobrecht est également devenu le prototype du half eagle et du grand cent de 1839. Il présente un buste de la Liberté tourné vers la gauche, portant une couronne portant l'inscription LIBERTY. Ses cheveux sont noués à l'arrière avec des boucles pendantes. Treize étoiles entourent le buste, avec la date placée en dessous. Le revers représente un aigle tenant un rameau d'olivier et des flèches, entouré des inscriptions UNITED STATES OF AMERICA et TEN D. Des différents sont placées sous l'aigle.

#### Liberty Head eagle avec devise (1866-1907)
En 1861, le secrétaire au Trésor, Salmon P. Chase, ordonna aux responsables de la Monnaie de procéder à des nouveaux dessins comprenant une devise. Plusieurs dénominations frappées entre 1861 et 1865 ont expérimenté diverses devises, telles que « God and our country » ou God our trust. Le choix final s'est porté sur In God we trust, qui se trouve encore sur les pièces actuelles. Elle apparaîtra pour la première fois sur l'eagle en 1866.
Le graveur en chef James Barton Longacre a placé la nouvelle devise sur un parchemin au-dessus de la tête de l'aigle. De 1866 à 1869, seuls Philadelphie (sans différent) et la succursale de San Francisco (différent S), ont frappé ce nouveau dessin. La production commence à Carson City (différent CC), en 1870 et se poursuit jusqu'en 1893. Les pièces de La Nouvelle-Orléans (différent O) apparaissent en 1879, et la nouvelle usine de Denver (différent D) commence à frapper en 1906. Les marques d'atelier se trouvent au verso, sous l'aigle.

### Indian Head eagle (1907-1933)
Élu président en 1904, Theodore Roosevelt n'est pas satisfait de la médaille inaugurale banale conçue par les graveurs de la Monnaie américaine, Charles E. Barber et George T. Morgan. Son intérêt pour l'art numismatique s'éveille lorsque ses amis artistes l'incitent à commander une médaille inaugurale vraiment novatrice et lui suggèrent le grand sculpteur américain Augustus Saint Gaudens pour la tâche.
Saint Gaudens a immédiatement commencé à travailler sur de nouveaux dessins de monnaies, créant des représentations de la Liberté, à la fois en pied et en buste, ainsi que des aigles en position debout et en vol, ce dernier motif étant dérivé du revers de la médaille Roosevelt. Bien qu'il préfère le buste de la Liberté et l'aigle debout pour la pièce de vingt dollars, après une longue correspondance avec le président tout au long de 1906 et au début de 1907, il fut finalement décidé que cette combinaison apparaîtrait sur la pièce de 10 dollars.
Le buste du nouvel eagle, sur l'insistance de Roosevelt, s'est dépouillée de sa couronne de laurier pour un beau mais historiquement impossible bonnet de guerre à plumes indien. LIBERTY était inscrit sur la coiffe de l'Indien, avec 13 étoiles au-dessus de la tête et la date en dessous. L'aigle du revers se tient sur un faisceau de flèches, avec la devise E PLURIBUS UNUM à droite, UNITED STATES OF AMERICA entoure la périphérie au-dessus de l'aigle. Au-dessous se trouve la dénomination TEN DollarS.

## Galerie
| |
| Premier dessin (1795) de la pièce eagle avec l'avers de la Liberté avec un bonnet phrygien et le petit aigle au revers. |

| |
| Second dessin (1797) de la pièce eagle avec l'avers de la Liberté avec un bonnet phrygien et l'aigle héraldique au revers. |

|                       |
| Liberty Head de 1839. |

|                       |
| Liberty Head de 1865. |

|                                  |
| Indian Head sans devise de 1907. |

|                                  |
| Indian Head avec devise de 1908. |

|                         |
| Jeux olympiques de 1984 |

|                      |
| Librairie du Congrès |

|                                     |
| Centenaire du premier vol en avion. |